# 天野芳太郎
天野 芳太郎（あまの よしたろう、1898年（明治31年）7月2日 - 1982年（昭和57年）10月14日）は大正、昭和の日本の実業家、アンデス文明研究家。1920年代に南米パナマに渡り、戦時中は日本に強制送還されるも、再びペルーに渡り事業を興した。古代アンデス文明のチャンカイ文化の調査研究でも知られ、天野が収集した文化遺産をもとにペルーの首都リマに博物館が開設されている。

## 生涯

### 生い立ち
秋田県南秋田郡脇本村（現在の男鹿市脇本）生まれ。1912年（明治45年）に秋田市高等小学校を卒業、陸軍幼年学校を受験するが視力が弱いため不合格となった。1913年（大正2年）4月に秋田県立工業学校（現在の秋田県立秋田工業高等学校）機械科に入学した。1916年（大正5年）3月に秋田工業学校を卒業後、神奈川県にいた父を頼り上京。1917年（大正6年）に横浜市の浅野造船所に就職。1920年（大正9年）に合資会社神奈川鋳物工場を設立。その後、小型エンジンを扱う天野商会を設立。その後、関東大震災で罹災するが、その機会を逃さず横浜市関内の馬車道および鶴見の遊園地「花月園」に饅頭屋を出店し稼いだという。

### パナマへ
1928年（昭和3年）4月27日に横浜港から一路ウルグアイのモンテビデオを目指し、大阪商船の博多丸に乗る。途中、香港、シンガポール、ケープタウン等に寄港しながら雑貨品を仕入れては売りさばくという商売を続けていたという。
同年7月10日、モンテビデオに到着するが、そこで父の訃報が届き帰国、同年12月31日には再び横浜を出航し、ハワイ、ロサンゼルス、メキシコを経て、パナマに着く。本来の目的はベネズエラのカラカスであったが、ベネズエラが内戦状態となり商売を断念。パナマで「天野商会（カサ・ハポネサ）」を開業した。その後、パナマを拠点とした事業は成長し、チリ（農場）、コスタリカ（マグロ漁）、エクアドル（製薬業）、ペルー（金融業）に進出した。1939年（昭和14年）には南米旅行中の田中耕太郎とも会見している。

### 第二次世界大戦・再び南米へ
第二次世界大戦開戦から、1941年（昭和16年）12月7日の日米開戦と同時に、敵国人としてアメリカ官憲により逮捕、バルボア収容所に収容される。パナマ運河を租借するアメリカは、ここを軍事的・経済的要衝とみており、パナマ在住の日本人は総じてスパイ疑惑をかけられることとなったのである。天野の資産は没収され、アメリカオクラホマ州フォート・シル収容所、ルイジアナ州リビングストン収容所を経て1942年6月14日にニューヨークに移送され、日本とアメリカの残留者を互いに交換する交換船に乗せられた。交換船の中継地であるポルトガル領ロレンソ・マルケス（現在のモザンビークのマプート）を経て1942年8月に帰国し、藤沢市鵠沼に住んだ。翌年、二番目の夫人が病没し、二人の子どもを育てることになった。
帰国後、戦争中は残留した日系移民の帰国促進運動や、中南米の日系移民向け短波放送の実施などに関わる。また、パナマの事情に詳しいことから、軍部からパナマ運河についての聴取も受けたという。
戦争終結後、再び中南米での事業再開を望み、1951年2月14日、スウェーデン船籍のクリスター・サーレン号で日本を離れるが遭難し九死に一生を得た。しかし天野はなおも諦めず、1951年3月に川崎汽船の聖川丸で静岡県の清水港を出港し、カナダを経由してペルーに戻った。日本に強制送還される前に知人に託した資産を元手にペルーのチンボテに「インカ・フィッシング」を設立し、念願の事業を再開した。

### アンデス文明の研究
天野はペルーでの事業が成功した後、ペルー中部にあったチャンカイ文化遺跡の調査・発掘に取り組んだ。このアンデス文明に対する興味は、チリで農場を経営した際に農場がビオビオ州・コンセプシオン郊外のアンダリエンにあったことから、この地の先住民アラウカノ族に興味をもったことに始まるという。
1956年（昭和31年）2月、人類学者の泉靖一（当時・東京大学教養学部助教授）が天野のもとを訪れ面会、天野が調査してきた古代ペルー文明について興味を持ち、後に東京大学にアンデス考古学の講座を開設した。
天野は1958年（昭和33年）1月に天野博物館を設立。同年5月に東京で「インカ帝国文化展」を開催した。その後も天野の発掘調査は続き、1964年（昭和39年）5月にリマに博物館が竣工し、1967年（昭和42年）5月14日には当時の皇太子（明仁上皇）夫妻が来訪している。
1959年（昭和34年）ペルー文化功労勲章を受章。1980年（昭和55年）吉川英治賞を受賞。1982年（昭和57年）に国際交流基金賞を受賞。1982年（昭和57年）10月14日に死去。

## 人物
少年時代に押川春浪の冒険小説を愛読し、海外へ飛び出すことを夢見ていたという。
1942年の日米交換船において、ニューヨークから日本まで同じ船で暮らした哲学者の鶴見俊輔は以下のように評している。
『ひと月も一緒にいると、天野芳太郎は、もう、傑出した人物だということがわかるんだ。（中略）おとなしい、威張らない人だった。これはとってもえらい人なんだというのが周囲から伝わってきた。南米に対する態度が違ったんだよ。ぜんぜん見下していないから、そこで財産をつくれる人だった。』
（鶴見俊輔の回想『日米交換船』143頁・145頁から引用）
生涯3度の結婚で5人の子をもうけたという。長女の玻満子（ジーン・ハマコ・シュナイダー）は進駐軍の情報将校ハリー・シュナイダーと結婚して1950年に渡米した。

## 著書
- あちら・こちら物語 中南米随筆 誠文堂新光社, 1936.
- 随筆 中南米の横顔　朝日新聞社, 1940.
- パナマ及びパナマ運河 朝日新聞社, 1943.
- 我が囚はれの記 汎洋社, 1943.
  - わが囚われの記 第二次大戦と中南米移民 中公文庫, 1983.10、再版1996
- 南米史話アラウカノ族の如く 汎洋社, 1944.
- 中南米随筆 遥かなる國々 日本ブッククラブ, 1947.
- 中南米の表情 大日本雄弁会講談社, 1948.
- 沙漠 をだまき, 1955.
- アンデスの染織 天野博物館染織図録 選 同朋舎, 1977.6.
- ペルーの天野博物館 古代アンデス文化案内 義井豊撮影 岩波書店, 1983.8. 岩波グラフィックス